# Илия Манов
Илия Тръндов Манов е български революционер, деец на Вътрешната македоно-одринска революционна организация.

## Биография
Манов е роден в 1866 година в костурското село Връбник, тогава в Османската империя, днес в Албания. В 1901 година влиза във ВМОРО и става четник на организацията. На 28 март 1903 година в Смърдеш четите на Борис Сарафов и Иван Попов са обградени. На помощ им идват селските чети от Въмбел и от Връбник, начело с Васил Делов, в която участва и Манов. След тежко сражение с много жертви, обсадата е разкъсана, но Смърдеш е опожарено. Участва в Илинденско-Преображенското въстание през лятото на 1903 година, като взима участие в сражението при Билища. След това участва в охраната населението на изгореното Връбник и в сражението на Бигла. След разгрома на въстанието се прибира в опожарения Връбник. Арестуван е и е бит жестоко.
По-късно емигрира в Свободна България. На 13 март 1943 година, като жител на Пловдив, подава молба за българска народна пенсия, която е одобрена и пенсията е отпусната от Министерския съвет на Царство България.
Неговото име носи улица в село Локорско, София.